# درک جونز (بازیکن فوتبال)
درک جونز (انگلیسی: Derek Jones; ۲۴ آوریل ۱۹۲۹ – ۲۶ اکتبر ۲۰۰۶) بازیکن فوتبال اهل بریتانیا بود.
از باشگاه‌هایی که در آن بازی کرده‌است می‌توان به باشگاه فوتبال ترانمره راورز اشاره کرد.